# جيمس فيتزجيبون
جيمس فيتزجيبون (بالإنجليزية: James FitzGibbon)‏، (16 نوفمبر/تشرين الثاني 1780- 10 ديسمبر/كانون الأول 1863) كان جندي بريطاني وبطل في حرب 1812.

## السيرة الذاتية
والده هو جاريت(جيرالد) فيتزجبون، ووالدته تُدعي ماري ويدنهام. وُلد جيمس في بلدة جلين، مقاطعة ليميريك، أيرلندا، وانضم إلي قائمة الحائزين علي لقب فرسان جلين من قوات الفرسان المتطوعين من بين أصحاب الأراضي في سن الخامسة عشر عامًا. وبعد مرور ثلاث سنوات، التحق بجيش قوات المشاة في بلدة تاربيرت، وهو فوج خدمة الوطن الأيرلندي الذي عمل فيه كجندي سري في فوج قوات المشاة التاسع والأربعين التابع للجيش البريطاني. حارب جيمس أولًا في معركة إيجموند آن زي في هولندا عام 1799. ثم خدم بعد ذلك كجندي في سلاح البحرية في معركة كوبنهاغن والتي حصل إثرها علي ميدالية الخدمة البحرية العامة.